# Superliga de Futsal de 2015
A Superliga de Futsal de 2014 será a décima edição da competição, que  deveria ocorrer no ano de 2014, porém a CBFS optou por adiá-la para o ano seguinte entre 21 de fevereiro até 25 de fevereiro. O evento será sediado na cidade de Concórdia, Santa Catarina, contando com 8 equipes participantes.

## Regulamento
A Superliga foi realizada com a participação dos últimos campeões de cada uma das Ligas Regionais, da Divisão Especial da Taça Brasil Adulta Masculina, da Liga Futsal e de uma equipe da cidade sede habilitada pela CBFS. Desta vez, devido a não-realização das Ligas Sudeste e Norte no ano de 2014, o vice-campeão da Liga Futsal e o campeão do Campeonato Sul-americano foram chamados para participar do torneio. Foi disputada em três etapas:
- Etapa Classificatória;
- Etapa Semifinal;
- Etapa Final.[1]

Os grupos da competição foram formados da seguinte forma:
Grupo A
- Sediante;
- Campeão da Taça Brasil;[nota 1]
- Campeão da Liga Centro-Oeste.
- Campeão da Liga Nordeste.

Grupo B
- Campeão da Liga Nacional;[nota 2]
- Vice-campeão da Liga Nacional;[nota 3]
- Campeão do Campeonato Sul-Americano;
- Campeão da Liga Sul;

Etapa classificatória
Os oito cubes participantes são distribuídos em dois grupos, "A" e "B"; as equipes jogam entre si, dentro dos seus determinados grupos, em sistema de rodízio simples.
Etapa Semifinal
Esta etapa é disputada pelas quatro equipes melhores classificadas na etapa anterior, quando ocorrem os seguintes cruzamentos:
1° colocado do grupo "A" X 2° colocado do grupo "B"
1° colocado do grupo "B" X 2° colocado do grupo "A"
Etapa final
Esta etapa é disputada em uma única partida, entre as equipes vencedoras da Etapa semifinal. O vencedor desta etapa será considerado o Campeão da Superliga de Futsal de 2013.
Critérios de desempate
Ao final de cada fase da Superliga, havendo igualdade do número de pontos ganhos, para o desempate, são considerados os seguintes critérios em sua determinada ordem de eliminação:
1º - Prevalecerá o resultado do confronto direto na fase (somente em caso de empate em pontos ganhos entre duas equipes);
2º - Índice Técnico em todas as Fases (maior quociente da divisão do número de pontos ganhos pelo número de jogos - proporcionalidade);
3º - Gol Average (o número de gols marcados dividido pelo número de gols sofridos, classifica a equipe que obtiver o maior quociente) das equipes empatadas, considerando todos os resultados obtidos em todas as fases;
4º - Maior média de gols marcados em todas as fases (número de gols assinalados divididos pelo número de jogos);
5º - Menor média de gols sofridos em todas as fases (número de gols sofridos dividido pelo número de jogos);
6º - Maior saldo de gols na fase (diferença entre os gols assinalados e os gols sofridos);
7º - Menor média de cartões vermelhos recebidos (número de cartões vermelhos dividido pelo número de jogos);
8º - Menor média de cartões amarelos recebidos (número de cartões amarelos dividido pelo número de jogos);
9º - Sorteio.

## Participantes
| Equipe       | Cidade         | Estado | Títulos                    | Classificação                               |
| ------------ | -------------- | ------ | -------------------------- | ------------------------------------------- |
| ADC Intelli  | Orlândia       | SP     | 1 (2013)                   | Vice-campeão da Liga Futsal de 2014         |
| ALAF         | Lajeado        | RS     | 0 (não possui)             | Campeão da Liga Sul de 2014                 |
| Atlântico    | Erechim        | RS     | 1 (2013)                   | Campeão do Campeonato Sul-Americano de 2014 |
| Concórdia    | Concórdia      | SC     | 0 (não possui)             | Sediante                                    |
| Horizonte    | Horizonte      | CE     | 0 (não possui)             | Campeão da Liga Nordeste de 2014            |
| Jaraguá      | Jaraguá do Sul | SC     | 4 (2005, 2006, 2009, 2010) | Terceiro lugar da Liga Futsal de 2014       |
| Krona Futsal | Joinville      | SC     | 1 (2012)                   | Vice-campeão da Taça Brasil de 2014         |
| Três Lagoas  | Três Lagoas    | MS     | 0 (não possui)             | Campeão da Liga Centro-Oeste de 2014        |

## Local dos jogos

Localização de Concórdia em Santa Catarina.

A X Superliga de Futsal será disputada na cidade de Concórdia. A arena escolhida para realizar os jogos foi o Ginásio Centro de Eventos Concórdia, que tem a capacidade de abrigar 2,8 mil espectadores. O piso utilizado na quadra é o flexivel removivel com malha de vidro (geflor).

## Grupo A

### Classificação
| Pos. | Equipe       | Pts | J | V | E | D | GP | GC | SG  |
| ---- | ------------ | --- | - | - | - | - | -- | -- | --- |
| 1    | Krona Futsal | 7   | 3 | 2 | 1 | 0 | 13 | 1  | +12 |
| 2    | Concórdia    | 7   | 3 | 2 | 1 | 0 | 9  | 3  | +6  |
| 3    | Três Lagoas  | 3   | 3 | 1 | 0 | 2 | 4  | 11 | -7  |
| 4    | Horizonte    | 0   | 3 | 0 | 0 | 3 | 0  | 11 | -11 |

## Grupo B

### Classificação
| Pos. | Equipe      | Pts | J | V | E | D | GP | GC | SG |
| ---- | ----------- | --- | - | - | - | - | -- | -- | -- |
| 1    | Jaraguá     | 9   | 3 | 3 | 0 | 0 | 6  | 1  | +5 |
| 2    | ADC Intelli | 6   | 3 | 2 | 0 | 1 | 9  | 4  | +5 |
| 3    | ALAF        | 3   | 3 | 1 | 0 | 2 | 10 | 12 | -2 |
| 4    | Atlântico   | 0   | 3 | 0 | 0 | 3 | 5  | 13 | -8 |

## Finais
|  | Semifinais   | Semifinais   | Semifinais |         |         | Final   | Final | Final |  |
|  |              |              |            |         |         |         |       |       |  |
|  | Krona Futsal | Krona Futsal | 3          |         |         |         |       |       |  |
|  | Krona Futsal | Krona Futsal | 3          |         |         |         |       |       |  |
|  | Intelli      | Intelli      | 4          |         |         |         |       |       |  |
|  | Intelli      | Intelli      | 4          |         | Intelli | Intelli | 6     |       |  |
|  |              |              |            |         | Intelli | Intelli | 6     |       |  |
|  |              |              | Jaraguá    | Jaraguá | 2       |         |       |       |  |
|  | Jaraguá      | Jaraguá      | Jaraguá    | Jaraguá | 2       | 2       |       |       |  |
|  | Jaraguá      | Jaraguá      |            |         |         |         |       |       |  |
|  | Concórdia    | Concórdia    | 2          |         |         |         |       |       |  |

## Premiação
| Superliga de Futsal de 2015                                 |
| São Paulo                                                   |
| ----------------------------------------------------------- |
| Associação Desportiva Classista Intelli Campeão (2º título) |